# 恩特雷里奧斯
恩特雷里奧斯是哥倫比亞的城鎮，位於該國北部，由安蒂奧基亞省負責管轄，距離首府麥德林60公里，始建於1830年，面積219平方公里，海拔高度2,443米，2005年人口8,452。
6°34′N 75°31′W / 6.567°N 75.517°W